# 大叶虾科
大叶虾科（学名：Nebaliopsididae ）为叶虾目的一个科。

## 下级分类
本科包括以下属：
- 大叶虾属 Nebaliopsis Sars, 1887
- Pseudonebaliopsis Petryashov, 1996